# Камбаров, Нигмет Камбарович
Нигмет Камбарович Камбаров — советский хозяйственный, государственный и политический деятель.

## Биография
Родился в 1908 году в ауле № 5 Акмолинского уезда Акмолинской области (ныне — Ерейментауский район, Акмолинской области Казахстана). Член КПСС.
С 1929 года — на хозяйственной, общественной и политической работе. В 1929—1969 гг. — управляющий делами Еркеншиликского районного комитета ВКП(б), секретарь Еркеншиликского, Айртауского, Акмолинского районного комитета ВЛКСМ, секретарь Актюбинского областного комитета КП(б) Казахстана по кадрам, председатель Исполнительного комитета Актюбинского областного Совета, 2-й секретарь Гурьевского областного комитета КП(б) Казахстана, секретарь Акмолинского областного комитета КП(б) Казахстана по кадрам, секретарь Актюбинского областного комитета КП(б) Казахстана, председатель Исполнительного комитета Талды-Курганского областного Совета, 1-й заместитель председателя Исполнительного комитета Алма-Атинского областного Совета, заведующий Алма-Атинским областным отделом социального обеспечения, начальник Главного управления переселения и организованного набора рабочих при СМ Казахской ССР, председатель Государственного комитета СМ Казахской ССР по использованию трудовых ресурсов.
Избирался депутатом Верховного Совета Казахской ССР 4-го и 5-го созывов.
Умер в 1992 году.